# Aigle du meilleur film

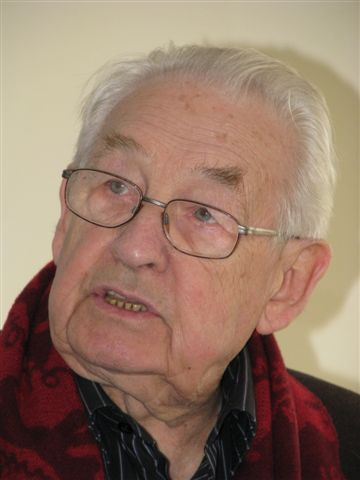
Andrzej Wajda, lauréat des Aigles du cinéma polonais de 2008 pour le film Katyń, dont il est le réalisateur

L'Aigle du meilleur film (en polonais : Orzeł za najlepszy film) est une récompense cinématographique polonaise. 
C'est l'un des principaux prix attribués chaque année depuis 1999 (pour les films sortis l'année précédente) par l'Académie du cinéma de Pologne dans le cadre des Aigles du cinéma polonais : Orły.

## Lauréats desAigles du cinéma polonaisdans la catégorie «Meilleur film»
| Date         | Année                 | Titre du film                                                 | Réalisateur                           | Producteur                                                 |
| ------------ | --------------------- | ------------------------------------------------------------- | ------------------------------------- | ---------------------------------------------------------- |
|              | 1re cérémonie en 1999 | Historia kina w Popielawach                                   | Jan Jakub Kolski                      | Kazimierz Rozwałka                                         |
|              | 2e cérémonie en 2000  | Dług                                                          | Krzysztof Krauze                      | Juliusz Machulski                                          |
|              | 3e cérémonie en 2001  | Życie jako śmiertelna choroba rzenoszona drogą płciową        | Krzysztof Zanussi                     | Krzysztof Zanussi et Iwona Ziułkowska                      |
|              | 4e cérémonie en 2002  | Cześć Tereska                                                 | Robert Gliński                        | Filip Chodzewicz                                           |
|              | 5e cérémonie en 2003  | Le Pianiste                                                   | Roman Polanski                        | Roman Polanski, Robert Benmussa et Alain Sarde             |
|              | 6e cérémonie en 2004  | Les Yeux entr'ouverts (Zmruż oczy)                            | Andrzej Jakimowski                    | Arkadiusz Artemjew, Tomasz Gąssowski et Andrzej Jakimowski |
|              | 7e cérémonie en 2005  | La Noce                                                       | Wojciech Smarzowski                   | Anna Iwaszkiewicz, Dariusz Pietrykowski et Bartłomiej Topa |
|              | 8e cérémonie en 2006  | Komornik                                                      | Feliks Falk                           | Janusz Morgenstern                                         |
|              | 9e cérémonie en 2007  | La Place du Saint-Sauveur                                     | Krzysztof Krauze et Joanna Kos-Krauze | Juliusz Machulski                                          |
|              | 10e cérémonie en 2008 | Katyń                                                         | Andrzej Wajda                         | Michał Kwieciński                                          |
|              | 11e cérémonie en 2009 | 33 Scènes de la vie                                           | Małgorzata Szumowska                  | Raimond Goebel et Karl Baumgartner                         |
|              | 12e cérémonie en 2010 | Tribulations d'une amoureuse sous Staline                     | Borys Lankosz                         | Jerzy Kapuściński                                          |
|              | 13e cérémonie en 2011 | Essential Killing                                             | Jerzy Skolimowski                     | Jerzy Skolimowski et Ewa Piaskowska                        |
|              | 14e cérémonie en 2012 | Róża                                                          | Wojciech Smarzowski                   | Włodzimierz Niderhaus                                      |
| 4 mars 2013  | 15e cérémonie en 2013 | Obława                                                        | Marcin Krzyształowicz                 |                                                            |
|              | 16e cérémonie en 2014 | Ida                                                           | Paweł Pawlikowski                     |                                                            |
|              | 17e cérémonie en 2015 | Bogowie                                                       | Łukasz Palkowski                      |                                                            |
| 7 mars 2016  | 18e cérémonie en 2016 | Cialo                                                         | Małgorzata Szumowska                  |                                                            |
| 20 mars 2017 | 19e cérémonie en 2017 | Wołyń                                                         | Wojciech Smarzowski                   |                                                            |
| 26 mars 2018 | 20e cérémonie en 2018 | Silent Night (Cicha noc)                                      | Piotr Domalewski                      |                                                            |
| 25 mars 2019 | 21e cérémonie en 2019 | Cold War (Zimna wojna)                                        | Paweł Pawlikowski                     |                                                            |
| 2 mars 2020  | 22e cérémonie en 2020 | La Communion ( Boże Ciało)                                    | Jan Komasa                            |                                                            |
| 21 juin 2021 | 23e cérémonie en 2021 | Kill It and Leave This Town (Zabij to i wyjedź z tego miasta) | Mariusz Wilczyński                    | Ewa Puszczyńska et Agnieszka Ścibior                       |
| 6 juin 2022  | 24e cérémonie en 2022 | La Voix d'Aïda (Quo vadis, Aida ?)                            | Jasmila Žbanić                        | Damir Ibrahimović et Jasmila Žbanić                        |
| 6 mars 2023  | 25e cérémonie en 2023 | Eo (IO)                                                       | Jerzy Skolimowski                     | Jerzy Skolimowski et Ewa Piaskowska                        |
| 4 mars 2024  | 26e cérémonie en 2024 | Green Border (Zielona granica)                                | Agnieszka Holland                     | Marcin Wierzchoslawski Fred Bernstein et Agnieszka Holland |
| 10 mars 2025 | 27e cérémonie en 2025 | La Jeune Femme à l'aiguille (Pigen med nålen)                 | Magnus von Horn                       | Malene Blenkov et Mariusz Wlodarski                        |